# 中央線シンデレラ
中央線シンデレラ（ちゅうおうせんシンデレラ）は、日本のお笑いコンビ。石井光三オフィス所属。2014年解散。

## メンバー
- キタサヤカ（1981年2月5日 - ）

- 頼隆ありさ（よりたか ありさ、1987年10月 - ）
  - じゃない方芸人を自称する。「ツッコミでも、ボケでもなく、ぢゃない方担当」（参考：本人のブログ）。
  - 香川県出身。
  - 高校時代フェンシングで国体出場経験（5位）がある。
  - 大学時代は、アーチェリー部に所属。
  - 書道が得意で、資格（7段）を持つ。趣味は遊書。だが普段書く文字は下手。
  - 音楽を聴くのが好きで、特にゆず、サスケ、高橋優、Mr.Children、いきものがかり、YUI、HYを好んでいる。
  - Kiki＆Lalaとアンパンマンをこよなく愛しており、好きなタイプはばいきんまん。
  - 解散後、引退。

## 概要
- コンビ名の由来は、2人とも中央本線（中央線）沿線に住んでいることからキタが命名。
- 年の差コンビで、学年では7年離れている。2人の出会いは共通の知人の仲介。
- ネタは主にコント。生意気なインテリ小学生と溺愛する母親のかけ合いコント、大河少女漫画『ガラスの仮面』の月影先生をキタが演じるパロディネタなど。

## 出演作品

### テレビ
- 神々の勲章（フジテレビ）
- クイズタイムショック（テレビ朝日）
- クイズプレゼンバラエティー Qさま!!（テレビ朝日）

### インターネットテレビ
- 松島瑠美のMONDAY NIGHT 20! 隔週レギュラー（2011年1月-6月 あっ!とおどろく放送局）
- みんなでMONDAY NIGHT 21!（あっ!とおどろく放送局）
- 見たい!出たい!作りたい! （あっ!とおどろく放送局）
- イケ☆フラTV（イケ☆スタ）
- はなわ☆スタジオ（イケ☆スタ）

### インターネットラジオ
- 中央線シンデレラのレディオ舞踏会 メインパーソナリティ（東京ネットラジオ）